# Walter Eykmann

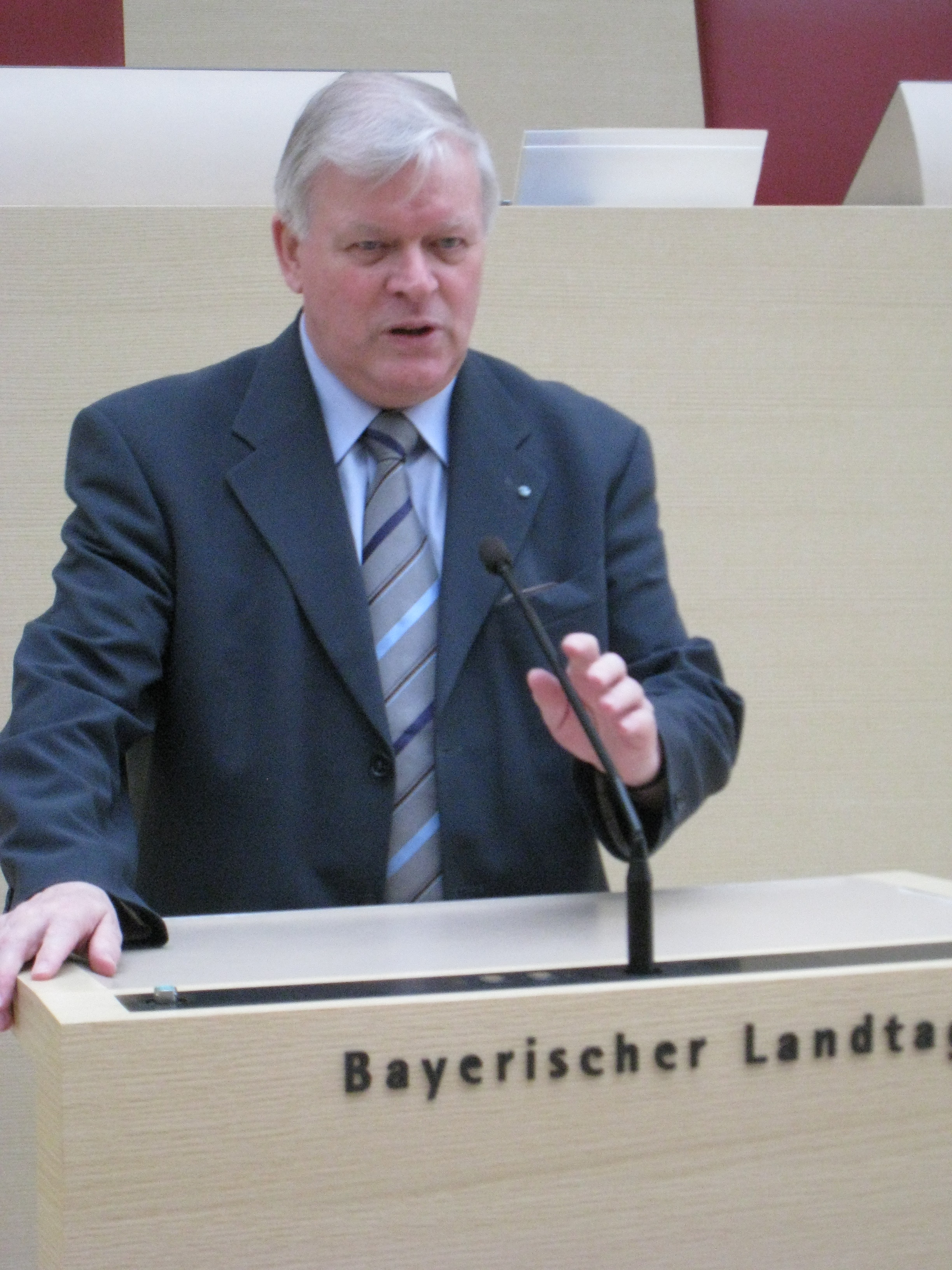
Walter Eykmann (2008)

Walter Eykmann (* 20. August 1937 in Sonsbeck) ist ein deutscher Pädagoge und Politiker (CSU). Ab 1978 war er Mitglied des Bayerischen Landtags.

## Leben
Walter Eykmann wurde im Rheinland als Sohn des Volksschullehrers Wilhelm Eykmann geboren und besuchte Schulen in Essen, wo er auch sein Abitur absolvierte. Nach einjährigem Klinikaufenthalt infolge eines Zugunglücks studierte er ab 1959 die Fächer Latein, katholische Religionslehre, Sozialkunde sowie Philosophie und Pädagogik an der Albert-Ludwigs-Universität in Freiburg im Breisgau und an der Julius-Maximilians-Universität in Würzburg und war nach Abschluss des Ersten und Zweiten Staatsexamens in Würzburg am Würzburger Riemenschneider-Gymnasium als Lehrer tätig, zuletzt als Studiendirektor und Seminarleiter.
Ab 1975 wirkte er zudem als Lehrbeauftragter an der Fachhochschule Würzburg-Schweinfurt. Eykmann promovierte 1989 an der Julius-Maximilians-Universität in Würzburg in Pädagogik und wurde dort 2002 zum Honorarprofessor für Pädagogik ernannt.
Er ist seit 1959 Mitglied der katholischen Studentenverbindung KDStV Cheruscia Würzburg im CV. Eykmann war ab 1966 mit Sabine Eykmann, geborene Küchenhoff († 1968), verheiratet. 1972 heiratete er die Oberstudienrätin Ingeborg Treffer. Er hat zwei erwachsene Töchter.

## Politik
Ab 1972 war Eykmann im Würzburger Stadtrat vertreten, bis 1978 stellvertretender Fraktionsvorsitzender der CSU, und gehörte ab 1978 dem Bayerischen Landtag an, wo er 1986 Vorsitzender im Ausschuss für Fragen des öffentlichen Dienstes – dem so genannten „Eykmann-Ausschuss“ – wurde. Von 1978 bis 1998 war er Mitglied im Kulturpolitischen Landtagsausschuss. Er war zudem Mitglied im Fraktionsvorstand. Zur Landtagswahl in Bayern 2008 stand er nicht mehr zur Wahl.
Von 1991 bis 2005 war er Bundesvorsitzender der Katholischen Elternschaft Deutschlands (KED), seit 2005 deren Ehrenvorsitzender. Er wurde für seine Verdienste um den katholischen Religionsunterricht sowie um Ehe und Familie mit dem Komturkreuz des päpstlichen Silvesterordens durch Kardinal Friedrich Wetter ausgezeichnet.
Eykmann ist neben seinem parteipolitischen Engagement in zahlreichen ehrenamtlichen Ämtern engagiert: als Landesvorsitzender des Bayerischen Bibliotheksverbandes, als Vorsitzender des Arbeitsausschusses der Bayerischen Landesstiftung sowie als stellvertretender Vorsitzender des Medienrates und Vorsitzender des Finanzausschusses des Kuratoriums der Akademie für Politische Bildung Tutzing. Durch die Initiative von Walter Eykmann für die Bayerische Schlösserverwaltung konnte auch die Wiedereröffnung des Spiegelkabinetts in der Residenz Würzburg im Jahr 1987 realisiert werden.

## Auszeichnungen
- Pro meritis; Bayerischer Philologenverband (1981)
- Bayerischer Verdienstorden (1989)
- Bayerische Verfassungsmedaille in Silber (1993)
- Goldene Stadtplakette, Würzburg (1997)
- Bayerische Verfassungsmedaille in Gold (2000)
- Medaille für Verdienste um die Bayerische Justiz (2002)
- Soldner-Medaille (2003)
- Ehrenvorsitzender der Freunde des Riemenschneider-Gymnasium in Würzburg (2004)
- Ehrenkommissar der Bayerischen Polizei zusammen mit Evelyn Hamann und Hannelore Elsner (2005)
- Komtur des päpstlichen St.-Silvester-Ordens (2005)
- Bundesverdienstkreuz 1. Klasse durch Ministerpräsident Edmund Stoiber (2005)
- Ehrenvorsitzender der Katholischen Elternschaft Deutschlands (2005)
- Kompetenzbeirat der Europa-FELS (2006)
- „Ludwig I.-Medaille“ des Freistaates Bayern (2006)
- Ehrenzeichen in Gold des Bayerischen Beamtenbundes (BBB) für seinen 20-jährigen Vorsitz des Landtags-Ausschusses für Fragen des öffentlichen Dienstes (2006)
- „Tanzender Schäfer“ der Stadt Würzburg (2007)
- Finanzmedaille in Gold für die herausragenden Verdienste um die Bayerische Finanzpolitik (2008)
- Siebold-Medaille der Medizinischen Fakultät der Universität Würzburg (2009)
- Goldene Ehrenmedaille des Bayerischen Beamtenbundes (2009)
- Ehrensenator der Universität Würzburg (2009)
- Ehrenring der Stadt Würzburg (2014)
- Bayerischer Staatspreis für Unterricht und Kultus (2016)
- Ehrenmedaille des Würzburger Oberbürgermeisters (2017)

## Veröffentlichungen (Auswahl)
- Friede – die notwendige Utopie, Kösel, München 1971, Textsammlung für die Oberstufe des Gymnasiums ISBN 3-466-50110-5, mit Lehrerkommentar (1971). Übersetzung ins Koreanische, Seoul 1975.
- Friedensverkündigung und Friedenserziehung. Ein Versuch ihrer wechselseitigen Zuordnung. Echter, Würzburg 1991, ISBN 3-429-01389-5; (= Neudruck der Dissertation von 1989)
- Große bayerische Pädagogen, hgg. mit Winfried Böhm, Bad Heilbrunn/Obb. 1991, ISBN 3-7815-0684-3.
- Johann Amos Comenius: Angelus pacis/Friedensengel, eingeleitet, erläutert u. hgg. v. Walter Eykmann, neu übersetzt v. Otto Schönberger. Königshausen u. Neumann, Würzburg 1993, ISBN 3-88479-865-0.
- Familie und öffentliche Schule: Aufgaben der katholischen Familien gegenüber der öffentlichen Schule, in: Seminarium. Commentarii pro seminariis, vocantionibus ecclesiasticis, universitatibus et scholis catholicis ( nova series XXXIV) N. 4, Octobri-Decembri 1994, Libreria Editrice Vaticana 1994, S. 845–867.
- Eltern-Mitwirkung macht Schule: 40 Jahre Katholische Elternschaft Deutschlands, Bonn 1995.
- Religionsunterricht: Stütze für König und Vaterland, Waffe gegen den Umsturz. In: St. Samerski (Hrsg.): Wilhelm II. und die Religion. Facetten einer Persönlichkeit und ihres Umfelds. Berlin 2001, ISBN 3-428-10406-4.
- Terrorismus und Bildung, Bonn 2002, ISBN 3-934166-08-3.
- Doctrina multiplex, veritas una. In: Pedagogia e Vita 60 (2002) Nr. 5.
- Starke Eltern – starke Kinder, Bonn 2003, ISBN 3-934166-10-5.
- Für eine gelingende Erziehungspartnerschaft – Elternmitwirkung: 50 Jahre Katholische Elternschaft Deutschlands, Bonn 2004, ISBN 3-934166-11-3.
- Die Person als Maß von Politik und Pädagogik. Ergon, Würzburg 2006, ISBN 3-89913-503-2.
- Pädagogische Tugenden. Königshausen u. Neumann, Würzburg 2007, ISBN 978-3-8260-3604-0.
- W. Böhm, K. Hillenbrand: Engagiert aus dem Glauben. Beiträge zu Theologie, Pädagogik und Politik. Festschrift für Walter Eykmann. Echter, Würzburg 2007, ISBN 978-3-429-02925-8.
- Erziehung zwischen Skepsis und Hoffnung. Beiträge aus Pädagogik, Politik und Theologie. Echter, Würzburg 2012, ISBN 978-3-429-03556-3.
- Karl Hillenbrand. Wegbegleiter und Botschafter. Echter, Würzburg 2016, ISBN 978-3-429-04309-4.
- Joseph Anton Keil: De Constitutione Bavariae Carmen/ Gedicht über Bayerns Verfassung 1819, eingeleitet, hgg. und erläutert v. Walter Eykmann, aus dem Lateinischen übersetzt von Otto und Eva Schönberger, Königshausen u. Neumann, Würzburg 2020, ISBN 978-3-8260-6898-0.
- „Nun beginnen [...] wohl bessere Zeiten.“ – Das lateinische Gedicht des Ex-Benediktiners Joseph Anton Keil über die Bayrische Verfassung vom 26. Mai 1818, in: Verband Bayrischer Geschichtsvereine, Mitteilungen 29 (2022), S.144-163.